# Калошин, Вадим Юрьевич
Вадим Юрьевич Калошин — американский математик советского происхождения.

## Биография
Окончил МГУ (1994, диплом с отличием).
В 2001 году окончил Принстонский университет со степенью доктора философии, защитил диссертацию под руководством Джона Мазера. В 2001-2002 был инструктором К.Л.Э.Мура математического факультета Массачусетского технологического института, в 2002-2005 преподавал в Калифорнийском технологическом институте, в 2005-2006 университете штата Пенсильвания. С 2007 профессор Университета Мэриленда.

## Научная деятельность
Работы Калошина посвящены исследованию устойчивости движения сложных механических систем в течение длительных периодов времени. Особое внимание уделяется им движению планет. Он проводит анализ взаимодействия между регулярным и хаотическим поведением для определения длительности устойчивости различных систем. Калошин внес вклад в развитие теории динамических систем, в частности в изучение диффузии Арнольда, задачи n тел и гипотезы Биркгофа для выпуклых бильярдов.
Участвовал в Международном конгрессе математиков 2006 году в Мадриде. Калошин представил несколько приглашенных докладов, в том числе пленарные доклады в западной секции Американского математического общества в Сан-Франциско в 2006 году и на конгрессе по дифференциальным уравнениям (EquaDiff), был спикером пленарного заседания конгресса математической физики в Сантьяго, Чили.

### Публикации
Калошин автор научных работ в престижных международных математических журналах, в том числе
- Hunt B.R., Kaloshin V.Y. Regularity of embeddings of infinite-dimensional fractal sets into finite-dimensional spaces // Nonlinearity, — 1999. — Vol. 12. — № 5, — P. 1263
- Albouy A, Kaloshin V Finiteness of central configurations of five bodies in the plane // Annals of mathematics, 2012. — Vol. 176, — №. 1. — P.  535-588
- Hunt B. R., Kaloshin V. Y. Chapter 2 - Prevalence // Handbook of Dynamical Systems. Volume 3, 2010, Pages 43, 45-87

### Член редколлегий следующих изданий
- Inventiones Mathematicae[1][4];
- Advances in Mathematics[4][8];
- Ergodic Th & Dynam Systems[4][9];
- Analsys & PDE[10];
- Frontiers in Applied Dynamical Systems: Reviews and Tutorials[11];
- Dynamics of PDE[4][12].

### Награды и премии
- 2000 — Стипендия Американского математического института[13].
- 2001 — Лауреат премии Московского математического общества[1]
- 2004 и 2006 — Стипендия Слоуна[14].
- 2016 — Стипендия фонда Саймона[англ.][15].